# Liste der Monuments historiques in Andolsheim
Die Liste der Monuments historiques in Andolsheim führt die Monuments historiques in der französischen Gemeinde Andolsheim auf.

## Liste der Objekte
| Bezeichnung | Beschreibung                                                  | Standort                                     | Kennzeichnung | Schutzstatus | Datum | Bild |
| ----------- | ------------------------------------------------------------- | -------------------------------------------- | ------------- | ------------ | ----- | ---- |
| Pietà       | Holz, farbig gefasst und vergoldet, Ende des 17. Jahrhunderts | in der katholischen Kirche St-Georges (Lage) | PM68001456    | Inscrit      | 1995  |      |